# Volker Speitel
Volker Speitel (* 1950) ist ein ehemaliges Mitglied der linksextremistischen Terrororganisation Rote Armee Fraktion (RAF) und wird deren zweiter Generation zugerechnet. Er wurde 1978 wegen Mitgliedschaft in einer terroristischen Vereinigung zu drei Jahren und zwei Monaten Haft verurteilt. Nach seiner Verhaftung im Oktober 1977 wurde Speitel einer der wichtigsten Zeugen der Staatsanwaltschaft und machte umfangreiche Angaben über die Abläufe innerhalb der RAF. So enthüllte er, wie Schusswaffen und Sprengstoff in präparierten Handakten in die JVA Stuttgart-Stammheim geschmuggelt wurden. Mit zwei der Waffen erschossen sich die inhaftierten RAF-Anführer Andreas Baader und Jan-Carl Raspe in der sogenannten Todesnacht von Stammheim am 18. Oktober 1977.

## Leben
Speitel erlernte den Beruf des Grafikers. Seit 1969 war er mit Angelika Speitel verheiratet, die später ebenfalls RAF-Mitglied wurde. Zusammen mit Christof Wackernagel, Siegfried Hausner, Willy Peter Stoll und seiner Frau lebte Speitel Anfang der 1970er Jahre in einer Stuttgarter Wohngemeinschaft. Er engagierte sich zunächst in der Gefangenenhilfsorganisation Rote Hilfe und später in den sogenannten „Komitees gegen die Folter an politischen Gefangenen in der BRD“, die die Haftbedingungen der ersten Generation der RAF kritisierten. Seit 1973 arbeitete Speitel in der Anwaltskanzlei von Jörg Lang und Klaus Croissant. Nachdem Jörg Lang, der für Speitel eine wichtige Bezugsperson war, in die Illegalität ging, übernahm er einen Teil von dessen Aufgaben.

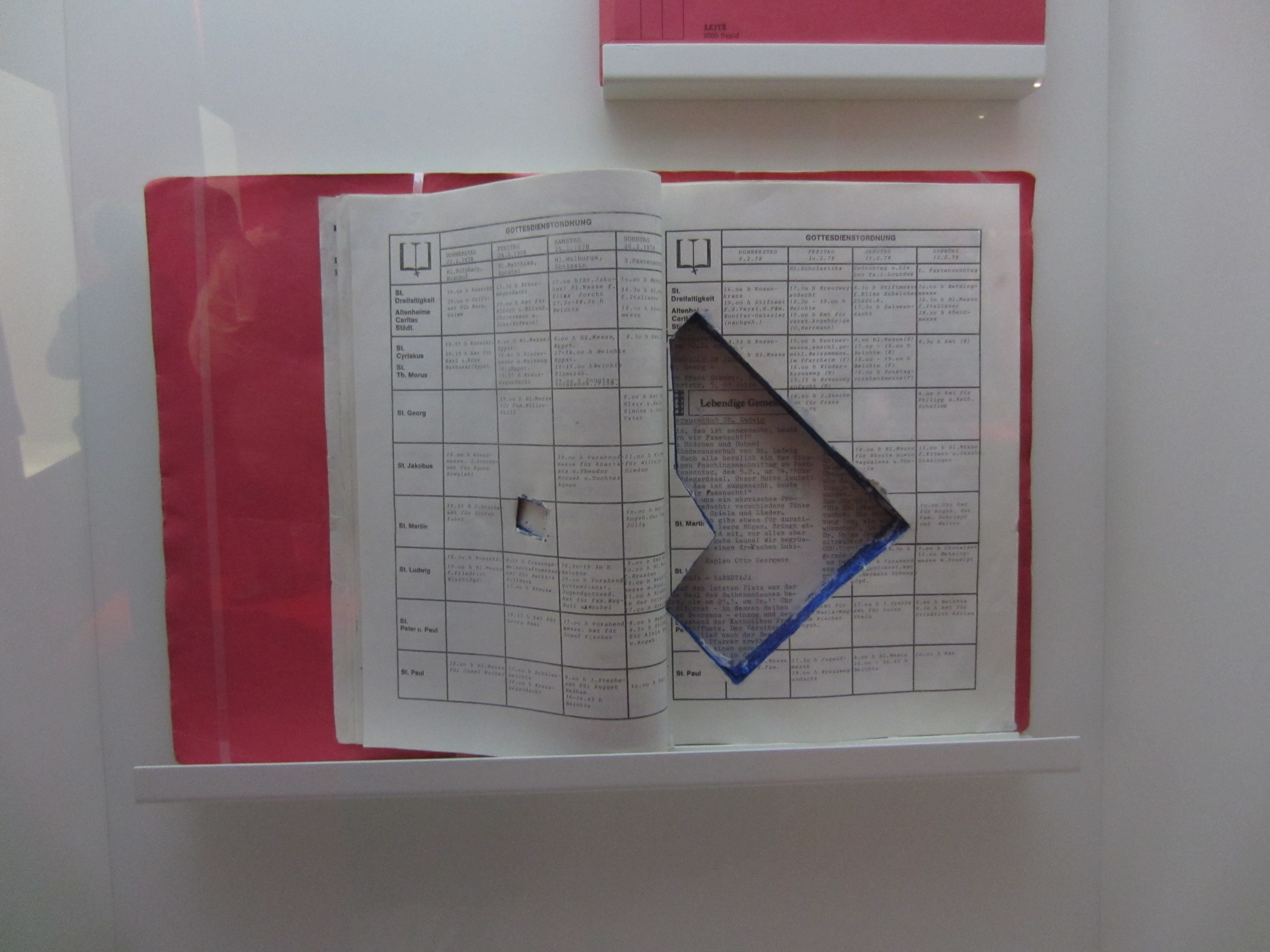
In einem solchen Versteck in den Handakten hat Volker Speitel nach eigenen Angaben die Waffen deponiert, mit denen sich Andreas Baader und Jan-Carl Raspe in der sogenannten Todesnacht von Stammheim 1977 erschossen.

Später präparierte er, nach seiner eigenen Aussage, die Handakten der Rechtsanwälte Arndt Müller und Armin Newerla unter anderem mit drei Schusswaffen und 650 Gramm Sprengstoff, die in die JVA Stuttgart zu den inhaftierten Terroristen der ersten Generation geschmuggelt wurden.
Der Tod von Holger Meins im November 1974 wurde für Speitel zu einem Schlüsselerlebnis. Über den Kontakt zu dem Heidelberger Rechtsanwalt Siegfried Haag, Wahlverteidiger von Andreas Baader, schloss er sich der RAF an und lebte kurzzeitig mit einer Gruppe Illegaler in Frankfurt.
Über seinen Eintritt in die Gruppe sagte er später:

„Der Eintritt in die Gruppe, das Aufsaugen ihrer Norm und die Knarre am Gürtel entwickeln ihn dann schon, den ‚neuen‘ Menschen. Er ist Herr über Leben und Tod geworden, bestimmt, was gut und böse ist, nimmt sich, was er braucht und von wem er es will; er ist Richter, Diktator und Gott in einer Person – wenn auch für den Preis, daß er es nur für kurze Zeit sein kann.“

1975 kehrte Speitel nach Stuttgart zurück und war für Kurier- und Botendienste zwischen den inhaftierten und freien RAF-Mitgliedern zuständig. Die Anwaltskanzlei Croissant war nach Speitels Angaben die Zentrale für die Kommunikation zwischen der inhaftierten ersten und der aktiven zweiten Generation der RAF.
Speitel wurde am 2. Oktober 1977 in einem Zug in Puttgarden verhaftet.
Er wurde zusammen mit Hans-Joachim Dellwo im Dezember 1977 angeklagt. Speitel sagte sich im Herbst 1977 von der RAF los und sagte umfangreich aus. Er belastete dabei Peter-Jürgen Boock, Gert Schneider und Christof Wackernagel erheblich. Der gerichtlichen Überprüfung seiner Aussagen waren durch kommissarische Zeugenvernehmung im Ausland Grenzen gesetzt, weil Speitel – trotz gerichtlicher Vorladung – zu einigen Gerichtsverfahren nicht erschien und der Bundesminister des Innern sich weigerte, eine „ladungsfähige“ Anschrift bekanntzugeben. Speitels Aussagen besitzen eine Bedeutung für das Verständnis der Vorgänge in der Todesnacht von Stammheim.
Speitel wurde am 14. Dezember 1978 wegen Mitgliedschaft in einer terroristischen Vereinigung zu drei Jahren und zwei Monaten Gefängnis verurteilt, nachdem er umfangreiche Angaben gemacht hatte, was sich strafmildernd auswirkte. Einzeltaten wurden nicht angeklagt.
Am 1. September 1979 wurde Speitel entlassen und tauchte mit Hilfe des Zeugenschutzprogramms des Bundeskriminalamts ab. Zunächst war Speitel unter einem anderen Namen mit Hilfe der Behörden in Brasilien untergetaucht, wo er eine Werbeagentur betrieb. Bereits nach kurzer Zeit erhielt sein Unternehmen Aufträge von VW do Brasil. Da jedoch in Brasilien die Gefahr der Entdeckung gegeben war, siedelte Speitel wieder nach Deutschland über. Unter dem Namen Thomas Keller wurde er unter anderem 1985 Werbechef des Anhänger-Herstellers Westfalia.
1980 veröffentlichte Der Spiegel in drei Teilen Speitels autobiografischen Text mit dem Titel „Wir wollten alles und gleichzeitig nichts. Volker Speitel über seine Erfahrungen in der westdeutschen Stadtguerilla“.